# Philippe Vorbe
Philippe Vorbe (* 14. September 1947 in Port-au-Prince) ist ein ehemaliger haitianischer Fußballspieler und heutiger -trainer.

## Karriere

### Verein
Vorbe spielte zwei Jahre lang für den mittlerweile aufgelösten Verein New York Generals, bestritt 14 Spiele und erzielte ein Tor. 1973 wechselte er zu Violette AC, welche er nach seinem Karriereende auch als Trainer betreute.

### Nationalmannschaft
Vorbe war im Mittelfeld von Haiti gesetzt und kam regelmäßig zu Einsätzen. So war er während der gesamten Qualifikation zu der WM 1974 im Einsatz und erreichte mit seinem Land die Endrunde, welches bis heute als die einzige Teilnahme Haitis an einer WM gilt.
Auch bei der WM 1974 war Vorbe Stammspieler und bestritt alle drei Vorrundenspiele. Am besten bekannt ist Vorbe für seine sehenswerte Vorlage gegen Italien im ersten Gruppenspiel: Italien dominierte das Spiel wie erwartet, konnte in der ersten Halbzeit jedoch kein Tor erzielen. Kurz nach Beginn der zweiten Halbzeit stürmte Italien erneut auf das haitianische Tor zu, eine missglückte Flanke wurde von Kapitän Wilner Nazaire per Kopf an Vorbe weitergeleitet. Vorbe sah die große Lücke in der italienischen Abwehr und spielte einen langen, flachen Steilpass direkt auf Emmanuel Sanon, der dann das 1:0 erzielte. Die Sensation konnte von Italien jedoch abgewendet werden, sie drehten das Tempo auf und gewannen mit 3:1.

## Trivia
- Aufgrund seiner hellen Hautfarbe (Vorbe ist weiß) wurde er auch White Devil genannt.[1]
- Sein Neffe Sebastien Vorbe war ebenfalls Profifußballer.